# Otus sunia
El autillo oriental (Otus sunia) es una especie de ave estrigiforme de la familia Strigidae propia de Asia. Habita en bosques caducifolios secos. Por lo general, es detectado por su llamada distintiva. Se han realizado dos registros de esta especie en Alaska.

## Subespecies
Se reconocen nueve subespecies:
- O. s. distans Friedmann & Deignan, 1939– norte y este de Tailandia.
- O. s. japonicus Temminck & Schlegel, 1844– en Japón.
- O. s. leggei Ticehurst, 1923– en Sri Lanka.
- O. s. malayanus (Hay, 1845)– en el sur de China (de Yunnan al este de Guangdong)
- O. s. modestus (Walden, 1874)– de Assam a Birmania, Tailandia e Indochina; islas Andamán y Nicobar.
- O. s. nicobaricus (Hume, 1876)– islas Nicobar.
- O. s. rufipennis (Sharpe, 1875)– en el sur de la India.
- O. s. stictonotus (Sharpe, 1875)– del sureste de Siberia al noroeste de China, isla de Sajalín y el norte de Corea.
- O. s. sunia (Hodgson, 1836)– del norte de Pakistán a Bangladés y el norte de la India.